# Висконти-Сфорца тарот
Висконти-Сфорца тарот се заједнички користи за означавање непотпуних комплета од отприлике 15 шпилова из средине 15. века, који се сада налазе у разним музејима, библиотекама и приватним колекцијама широм света. Ниједан комплетан шпил није преживео; радије, неке колекције имају неколико карти са лицем, док се неке састоје од само једне карте. Оне су најстарије сачуване тарот карте и датирају из периода када се тарот још звао Трионфи („тријумфи”  тј. адут) карте, и коришћен је за свакодневно играње. Наручили су их Филипо Марија Висконти, војвода од Милана, и његов наследник и зет Франческо Сфорца. Оне су имале значајан утицај на визуелну композицију, нумерисање карата и тумачење савремених шпилова.

## Преглед
Преживеле карте су од посебног историјског интереса због лепоте и детаља дизајна, који је често изведен у драгоценим материјалима и често репродукује чланове породица Висконти и Сфорца у одевним предметима и амбијентима из периода. Сходно томе, карте такође нуде увид у племићки живот у ренесансном Милану, који је дом породице Висконти још од 13. века.
О три најпознатија шпила детаљније у наставку.

### Пјерпонт Морган Бергамо
Овај шпил, такође познат као Колеони-Баљиони и Франческо Сфорза, произведен је око 1451. године. Првобитно састављен од 78 карата, сада садржи 74, односно 20 адута, 15 карата са лицем и 39 архетип карата. Морган библиотека и музеј у Њујорку чува 35 карата, Академија Ћарара има 26 у свом каталогу, док се преосталих 13 налази у приватној колекцији породице Колеони у Бергаму. Адуте и личне карте имају позлаћену позадину, док су архетип карте крем боје са мотивом цвета и винове лозе. Два недостајућа адута су Ђаво и Кула. Модерне објављене репродукције овог шпила обично садрже покушаје реконструкције карата које недостају.
- El Emperador[1]
- La Emperatriz.[1]
- Caballero de copas.
- El Loco.
- Siete de oros.
- Tres de espadas.
- Arcano trece.

### Кари-Јале
Назван по Керијевој колекцији карата за играње, чуваној у Универзитетској библиотеци Јејла 1967. године, познат је и као шпил Visconti di Modrone, а потиче од око 1466. године. Неки проучаваоци, напротив, сугеришу да би ово могао бити у ствари најстарији скуп, који је можда наручио Филипо Марија Висконти. Сачувано је 67 карата (11 адута, 17 карата за лице и 39 архетип карата), што је довело до (спорне) сугестије да је, с обзиром на дистрибуцију шпила Пјерпонт Морган, укупан број карата када је овај сет произведен требао износити до 86.
- Detalle del cuatro de oros
- Dama de espadas
- Dama a caballo de oros
- Fe
- Esperanza
- Caridad
- Muerte

### Брера-Брамбиља
Овај шпил је назван по Ђованију Брамбиљи, који је купио карте у Венецији 1900. године. Од 1971. године шпил се налази у каталогу галерије Брера у Милану. Наводно је наручио Франческо Сфорца 1463. године од Бонифацију Бембоу, сада се састоји од 48 карата са само два адута - Цар и Точак среће. Све карте са лицем имају позлаћену позадину, док архетип карте имају сребрну позадину.
- Sota o Paje de copas
- Caballero de copas
- Reina de espadas